# Palacete Albéniz

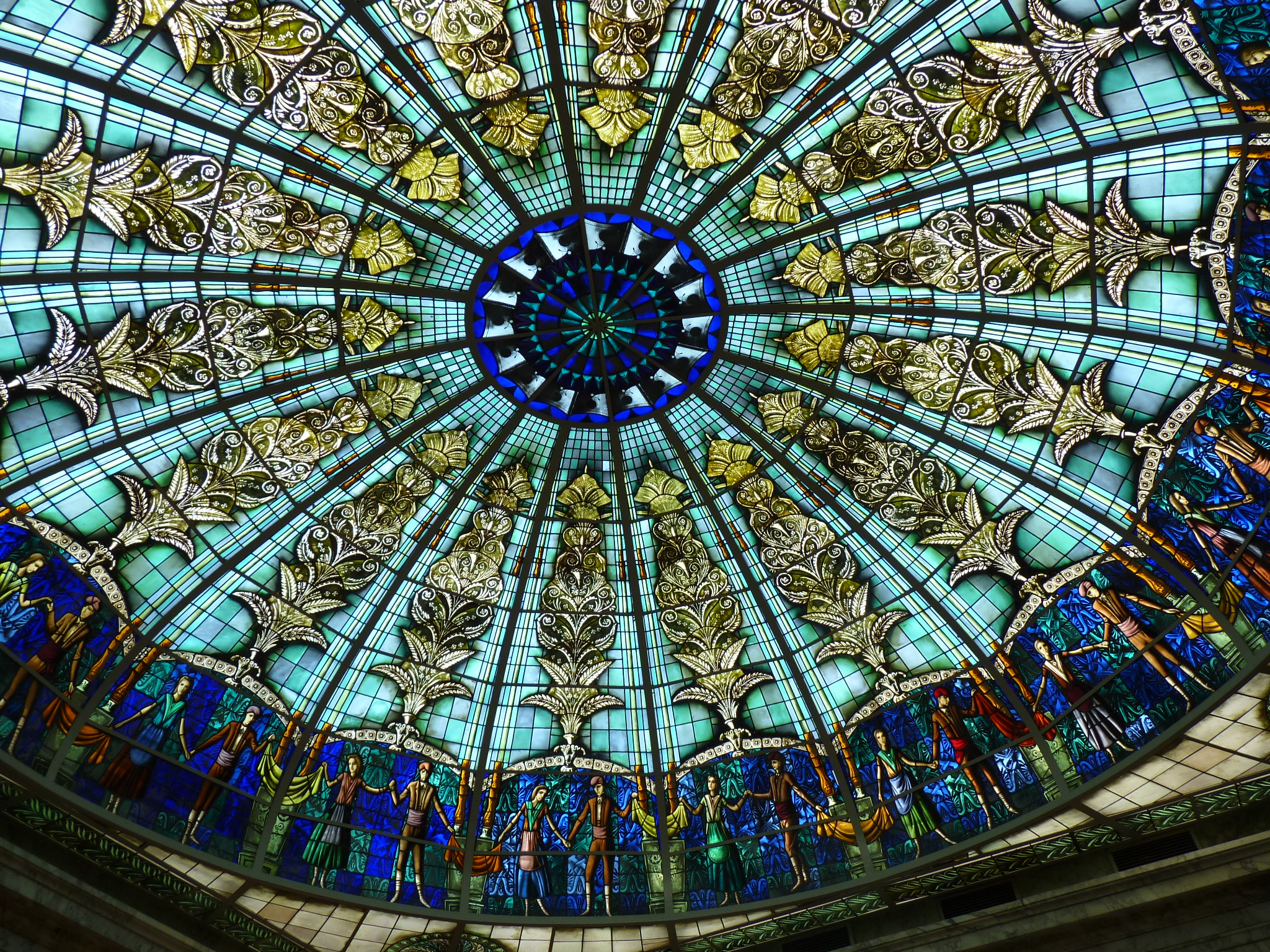
Cúpula con vidriera

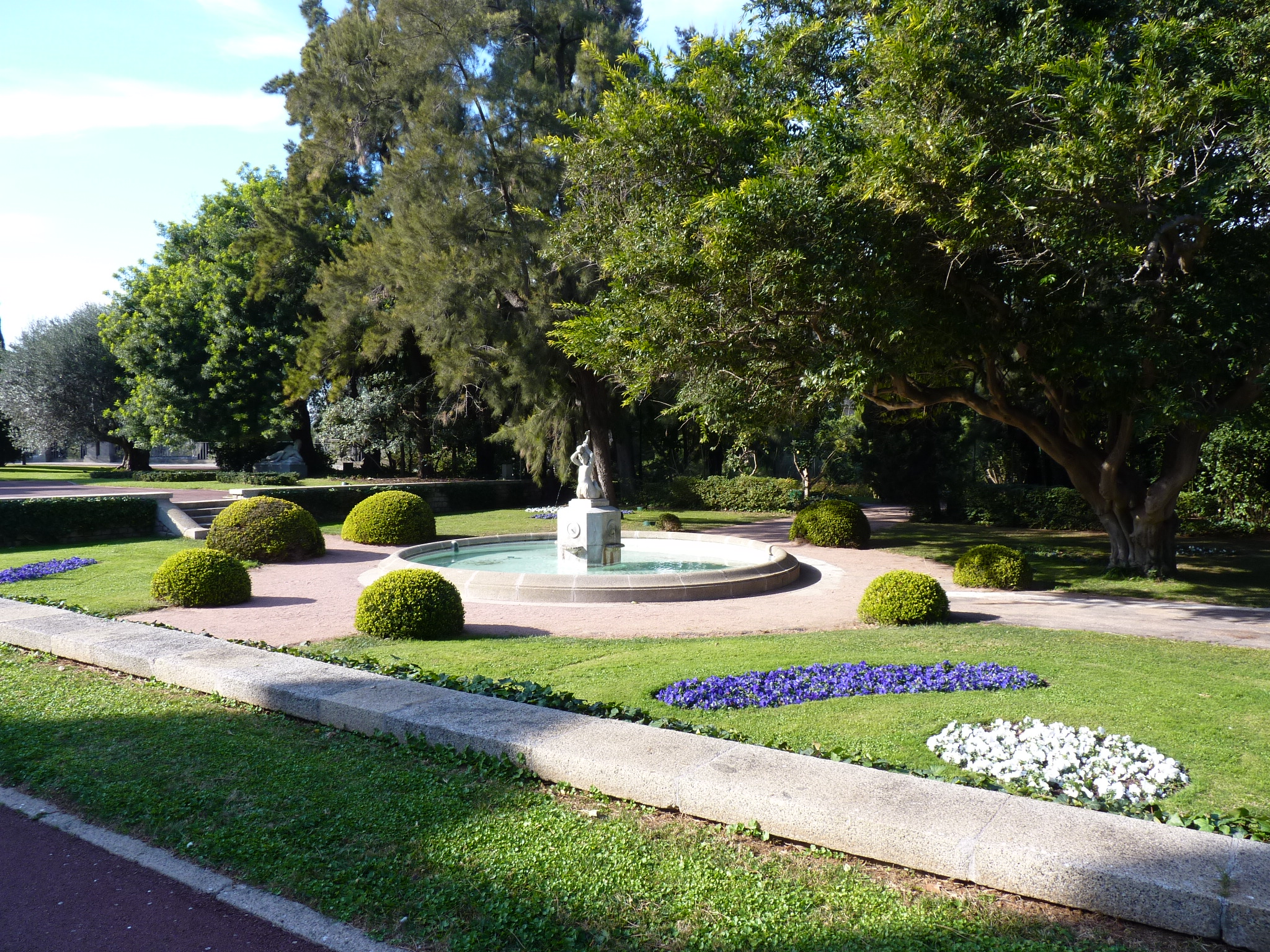
Jardín

El palacete Albéniz (en catalán: Palauet Albéniz), anteriormente conocido como Pabellón Real de Montjuic, es un palacio situado en la montaña de Montjuïc, en Barcelona, España. Actualmente es la residencia oficial del rey de España en sus visitas a la ciudad.
Desde su construcción ha sido adaptado a sus diferentes funciones: primero, como lugar de representación de la Corona durante la Exposición Internacional de Barcelona de 1929 y, tras la misma, como alojamiento de personajes ilustres. Actualmente se ha consolidado como la residencia oficial de la familia real española en sus estancias oficiales en Cataluña. El palacio está rodeado por los jardines de Joan Maragall. 

## Historia

### Durante la Exposición
Fue construido con motivo de la Exposición Internacional que tuvo lugar en Barcelona durante el año 1929. Contrariamente a la creencia popular, el edificio no sirvió de residencia real, sino que albergó la representación de la Casa Real Española. La Familia Real lo usó como lugar de reposo, para las colaciones y el té, así como para recibir a los huéspedes ilustres que visitaron la exposición. Durante el certamen, los soberanos residieron en el Palacio Real de Pedralbes, de reciente construcción.
El diseño del pabellón corrió a cargo del arquitecto de la Casa Real, Juan Moya. Por esta razón, aunque los edificios de la exposición no se caracterizaron por su homogeneidad estilística, el edificio destacó porque no seguía las pautas de la arquitectura mediterránea y catalana de la mayoría de los palacios y pabellones de la Exposición, sino que se encontraba más cercano a los gustos borbónicos y a la estética de los Reales Sitios madrileños.
La inauguración oficial, en presencia del rey Alfonso XIII, la reina Victoria Eugenia, las infantas y otras autoridades, tuvo lugar el 5 de octubre de 1929.

### Después de la Exposición
En 1930, acabada la exposición, se planteó ubicar en el palacio el Museo de la Música de Barcelona. El proyecto no prosperó pero la Junta de Museos propuso la realización y colocación de un busto en honor al músico, compositor y pianista catalán Isaac Albéniz. El Ayuntamiento dio su visto bueno y desde ese momento se conoce al Pabellón Real de Montjuic como Palacete Albéniz. Dicho busto fue esculpido por los escultores barceloneses Enric Casanovas y Mateu Fernández Soto.
Tras permanecer cerrado y desocupado durante la Segunda República y la Guerra Civil, en 1952, el palacete sirvió de alojamiento al cardenal Angelo Dell'Acqua, Legado Pontificio, que acudió a Barcelona con motivo del XXXV Congreso Eucarístico. En 1957, el alcalde José María de Porcioles decidió convertir el palacete en lugar de alojamiento para visitantes ilustres, entre los que cabe destacar el príncipe Constantino de Grecia, Richard Nixon, William Tubman, Habib Burguiba, el Cardenal Tisserant o Christian Pineau.
De 1965 a 1970, el ayuntamiento de Barcelona decidió remodelar y ampliar el palacete, y adjudicó el proyecto a los arquitectos municipales Joaquim Ros de Ramis, Antoni Lozoya e Ignasi Serra Goday. Con el añadido de las dos nuevas alas, el antiguo pabellón de forma cuadrangular pasó a tener la actual forma de T mayúscula.
El alcalde Porcioles decidió que el interior se decorase con pinturas de los artistas más representativos del arte catalán contemporáneo, como Ramón Martí Alsina, Ramón Casas, Joaquín Mir o Santiago Rusiñol entre otros, así como con muebles de la Colección Plandiura. La renovación también incluyó la creación de una cúpula con pinturas de Salvador Dalí que evocan la cultura y la ciudad y de otra con vidriera obra de Carlos Muñoz de Pablos. La demolición de los cercanos Palacio de las Misiones y Palacio de Arte Moderno, permitió además la ampliación de los jardines, que recibieron el nombre de jardines de Joan Maragall en honor al poeta catalán. El nuevo edificio fue inaugurado por el general Franco el 23 de junio de 1970.
Los primeros huéspedes del renovado palacete fueron los príncipes Juan Carlos de Borbón y Sofía de Grecia en febrero de 1971, los cuales, tras su ascenso a trono en 1975, prefirieron utilizar al Palacete Albéniz como su residencia oficial en la ciudad en vez del Palacio Real de Pedralbes.

## Descripción
Fue construido con ladrillo y piedra vista enmarcando las ventanas, puertas y esquinas y sus cubiertas son de pizarra. Su aspecto exterior posee fuertes influencias de la arquitectura herreriana, como el Palacio de Santa Cruz o el Palacio de los Consejos. Por otro lado, la planta cuadrangular original del pabellón se inspira en el Palacio de la Zarzuela, la Casita del Infante en El Escorial o la Quinta del Duque del Arco en El Pardo, todos ellos inspirados en el modelo de villa italiana de Serlio. A pesar de los cambios y ampliaciones que ha sufrido por sus diferentes usos, se puede decir que el edificio conserva sus características originales.
Para la exposición, el interior del edificio fue decorado con armaduras procedentes de la Real Armería y tapices y reposteros de la Real Fábrica de Tapices y de las colecciones reales, algunos de ellos tejidos según los cartones de Goya. Asimismo, varias salas del pabellón, tanto en decoración como en mobiliario, eran reproducciones de otras existentes en los Reales Sitios. Durante los años 60, se añadieron a sus interiores varias pinturas de autores contemporáneos catalanes, como Martí Alsina, Casas, Togores o Vayreda, además de mobiliario proveniente de la Colección Plandiura.

### Interiores
Se accede al palacete a través de una gran puerta de hierro forjado coronada por un escudo real y flanqueada por dos leones que provienen del Palacio Real de Pedralbes. Las salas pueden dividirse en dos partes según la época en la que fueron construidas.

#### Parte antigua
Corresponde al pabellón cuadrangular construido durante la Exposición Universal por el arquitecto de la Casa Real, Juan Moya.
- Vestíbulo de entrada: su elemento más remarcable es la cúpula pintada por Dalí en los años 60 que representa una alegoría de la sardana, con referencias al primer hombre que pisó la Luna y a Montserrat o a la Sagrada Familia. En las pechinas se representan personajes históricos vinculados con Barcelona: Ramon Llull, Joan Maragall, Cristóbal Colón y Miguel de Cervantes. A la derecha del vestíbulo se abre el primero de los salones.
- Salón de Goya o de Tapices: se inspira en varias salas del Palacio de El Pardo y recibe su nombre por los tapices tejidos según los cartones de Goya destinados, precisamente, a susodicho palacio.
- Salón Amarillo o Ramón Casas: esta sala, originariamente usada como comedor, es una copia del Salón Amarillo en la Casita del Príncipe de El Pardo. Destaca especialmente el elaborado techo, la sillería estilo Imperio y las pinturas y dibujos obra de Ramón Casas, entre otros.
- Salón de los Espejos: el pequeño gabinete y su mobiliario estilo Carlos IV reproducen el célebre Vestidor del Rey en el Palacio de Aranjuez.
- Despacho oficial: todos los muebles de esta sala (sillas y sillones, escritorio y bibliotecas) destacan por su elaborada marquetería, son de época alfonsina y proceden de la Colección Plandiura. En este gabinete se guarda el libro de visitas del palacio.
- Pasillo: anteriormente era la salida trasera del pabellón, en la actualidad sirve de nexo entre la parte antigua y la nueva.
- Salón Dorado: resulta especialmente suntuoso debido a la combinación del mármol color ágata y de las cornisas, volutas y guirnaldas doradas. Su mobiliario más remarcable son los candelabros sostenidos por cariátides y el bargueño del siglo XVII con incrustaciones de marfil.
- Salón de los Bustos: recibe su nombre por los cuatro bustos situados en las esquinas que representan dos emperadores romanos y las diosas Diana y Selene. El techo tardobarroco con estucos dorados se inspira en los realizados en el Palacio de La Granja bajo el reinado de Felipe V.
- Rotonda: se sitúa en el centro del palacete, está recubierta de mármoles italianos y decorada con tapices del siglo XVIII propiedad del ayuntamiento. Destaca, ante todo, la cúpula de cristales policromados diseñada en los años 60 por el marqués de Lozoya y ejecutada por Carlos Muñoz de Pablos, su diseño se basa en uno de época de Fernando VII, aunque en este caso se sustituyó la danza griega por un sardana.

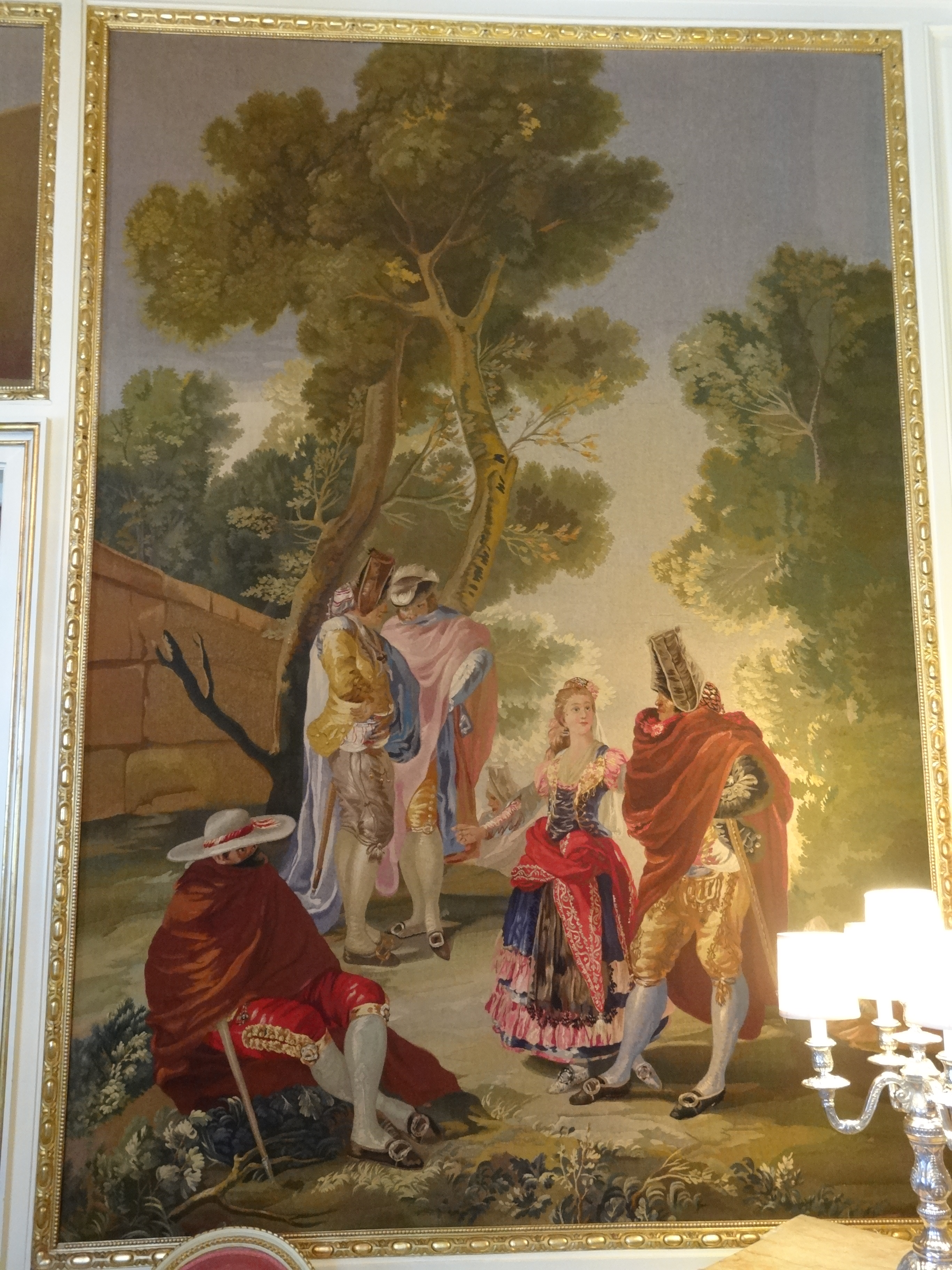
Salón de Goya
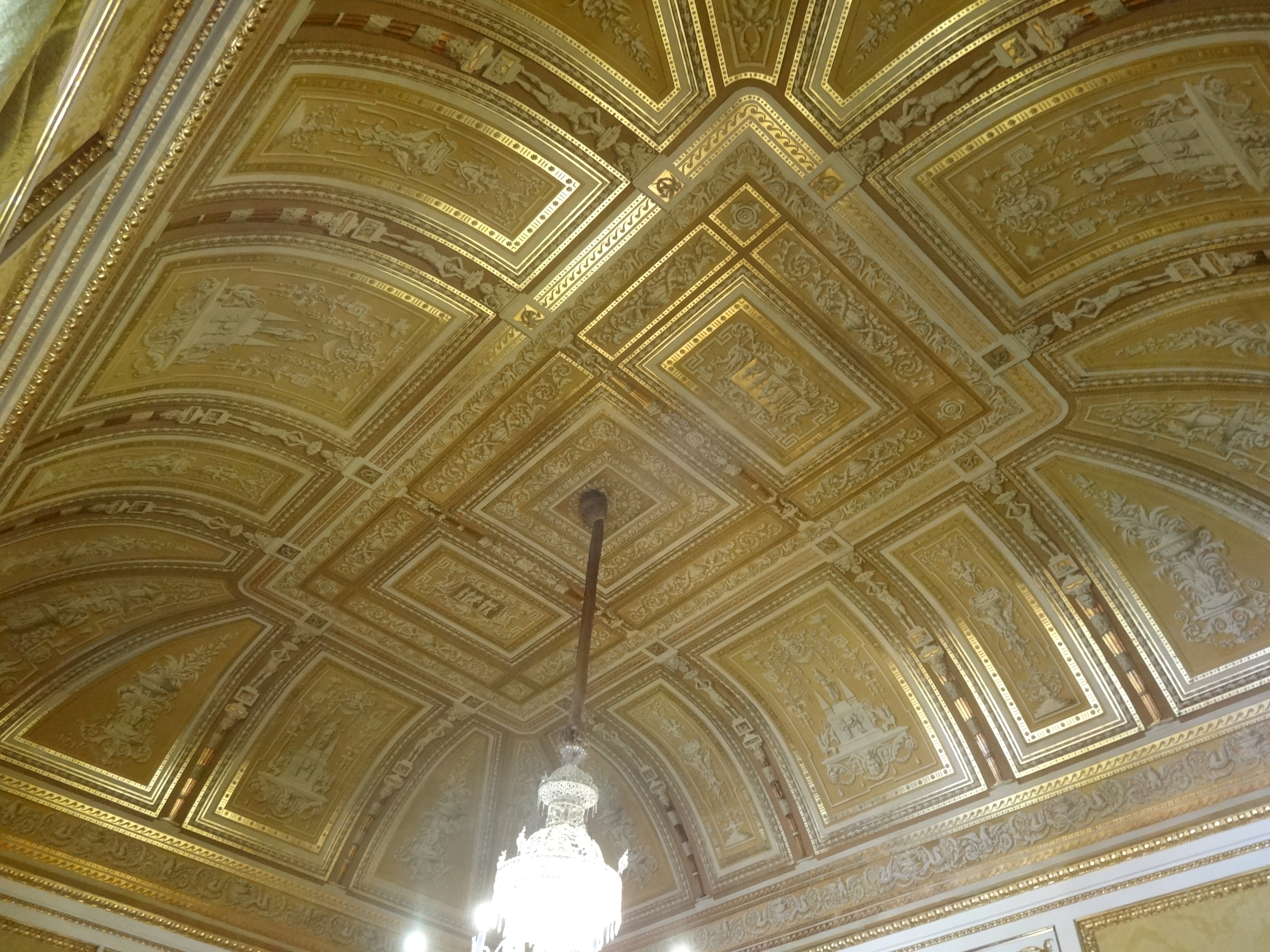
Salón Amarillo o de Ramón Casas
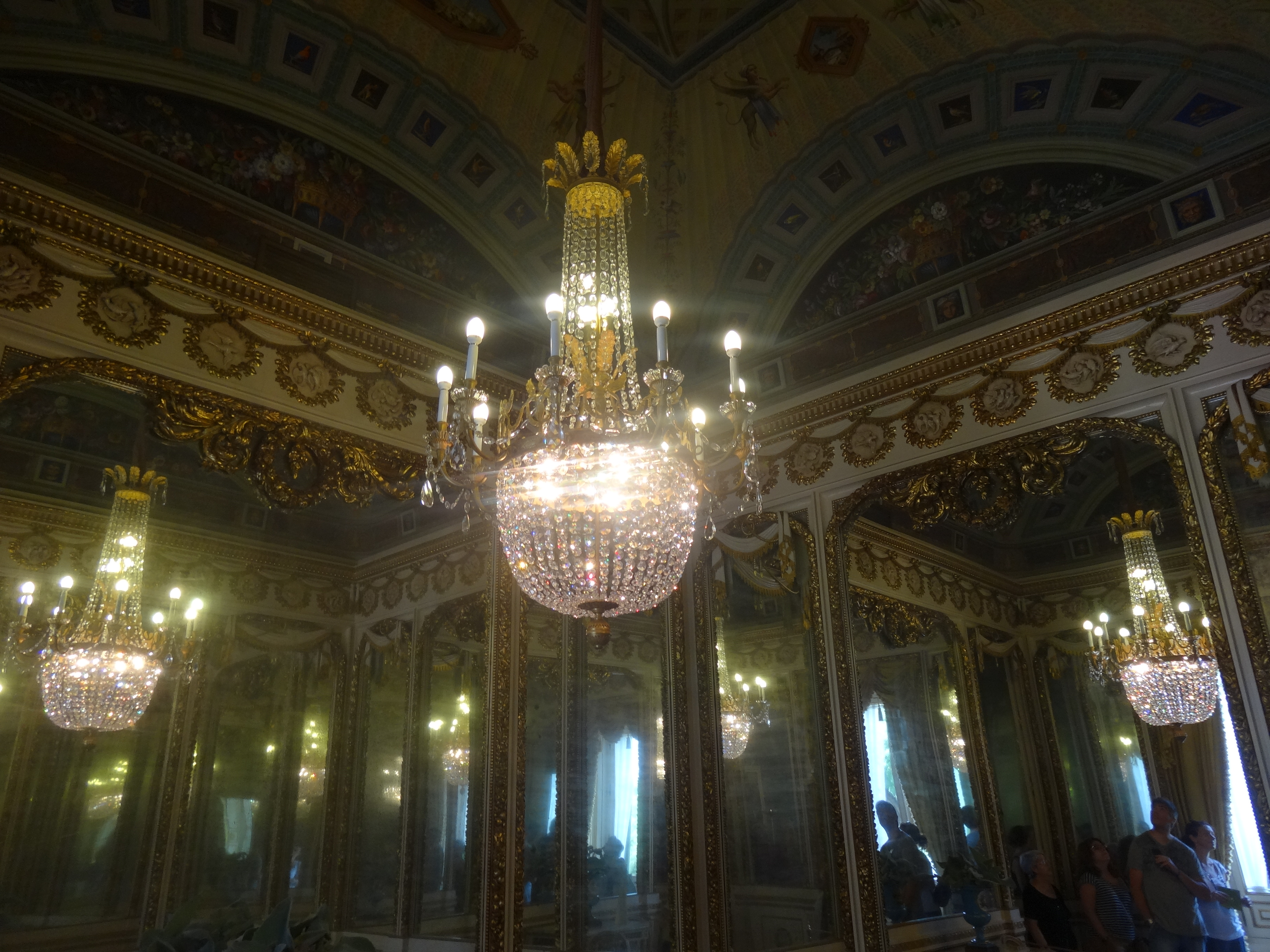
Salón de los espejos
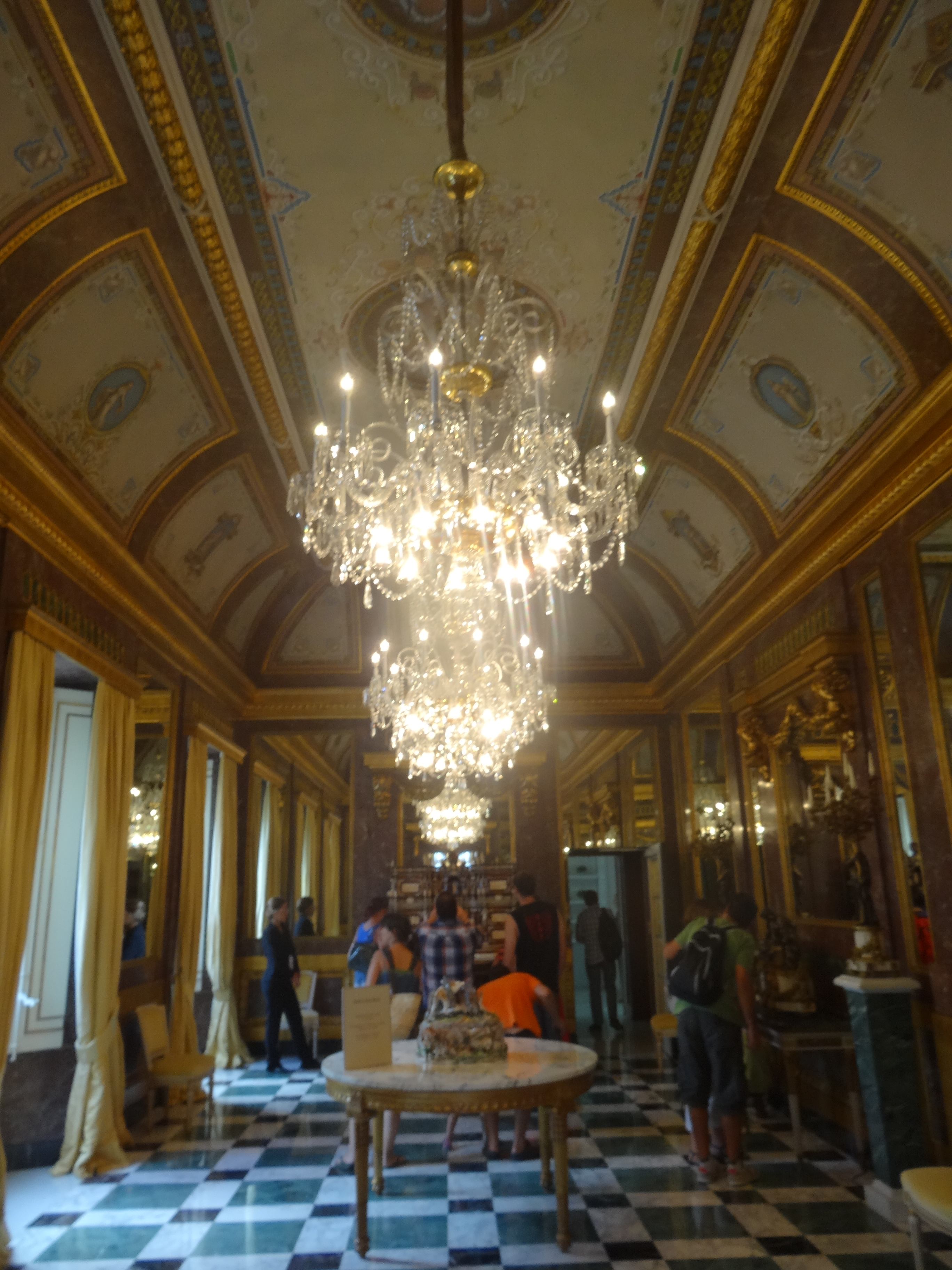
Salón Dorado
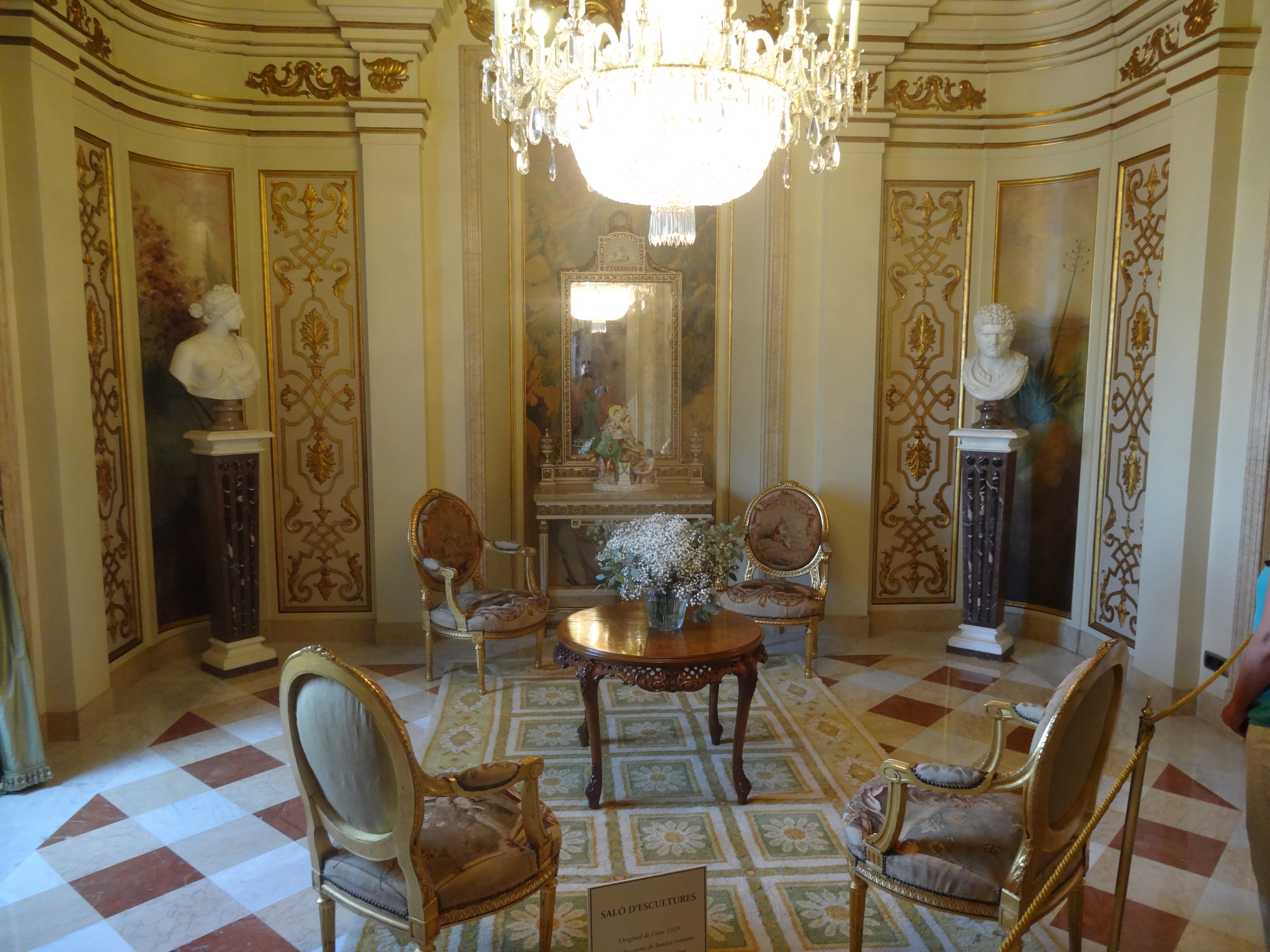
Salón de los Bustos
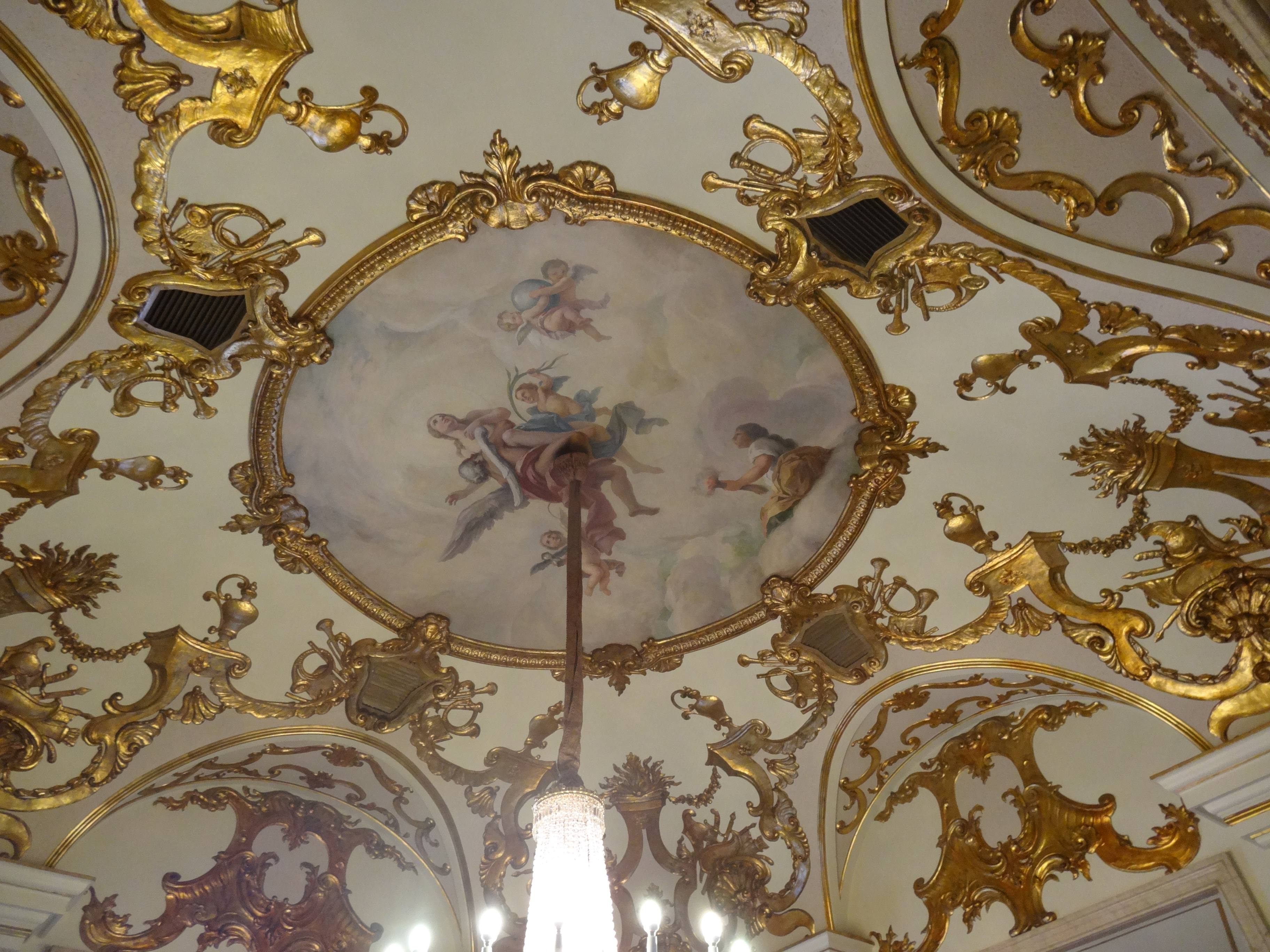
Techo del Salón de los Bustos

#### Parte nueva
Son las dos alas perpendiculares edificadas de 1965 a 1970 cuando se amplió el pabellón, una de ellas contiene el Comedor de Gala, la otra la "sección residencial".
- Comedor de Gala: es la estancia más grande del palacete a pesar de su techo relativamente bajo, está decorado con mobiliario estilo Carlos IV.
- Vestíbulo posterior: enteramente recubierto de mármoles, permite salir al jardín y además sirve de punto neurálgico de la sección residencial o privada del palacete.
- Sala de estar privada: situada a la derecha del vestíbulo, antiguamente era de color madera y actualmente está pintada de blanco. Al fondo, entre las dos puertas que conducen a las siguientes salas, cuelga un retrato de Carlos III.
- Salón de las lacas: la pequeña estancia recibe su nombre de un biombo estilo oriental exhibido en la exposición de 1929, también es remarcable una elaborada cómoda estilo Boulle.
- Comedor privado: está decorado con una mesa neoclásica procedente del antiguo pabellón, así como por consolas estilo Luis XIV y pinturas de Vayreda y Canals.
- Biblioteca: su mueble más destacado es un secreter estilo oriental exhibido en la Exposición Universal de 1888.
- Dormitorios: la sección residencial se completa con los dormitorios privados situados a la izquierda del vestíbulo. Dichas estancias son: el salón de las porcelanas, el distribuidor, el dormitorio principal, el vestidor y el dormitorio del aide-de-camp.

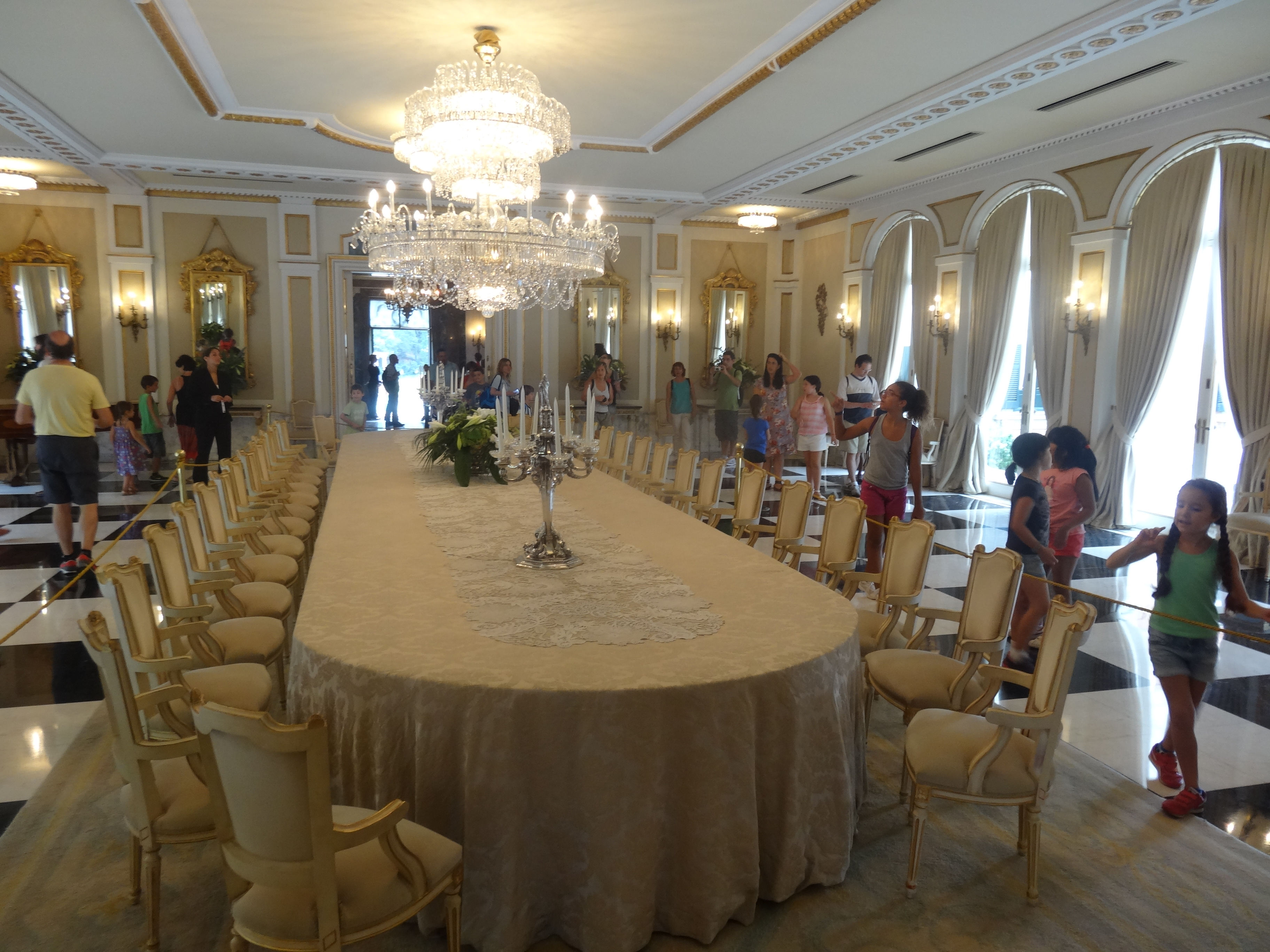
Comedor de Gala
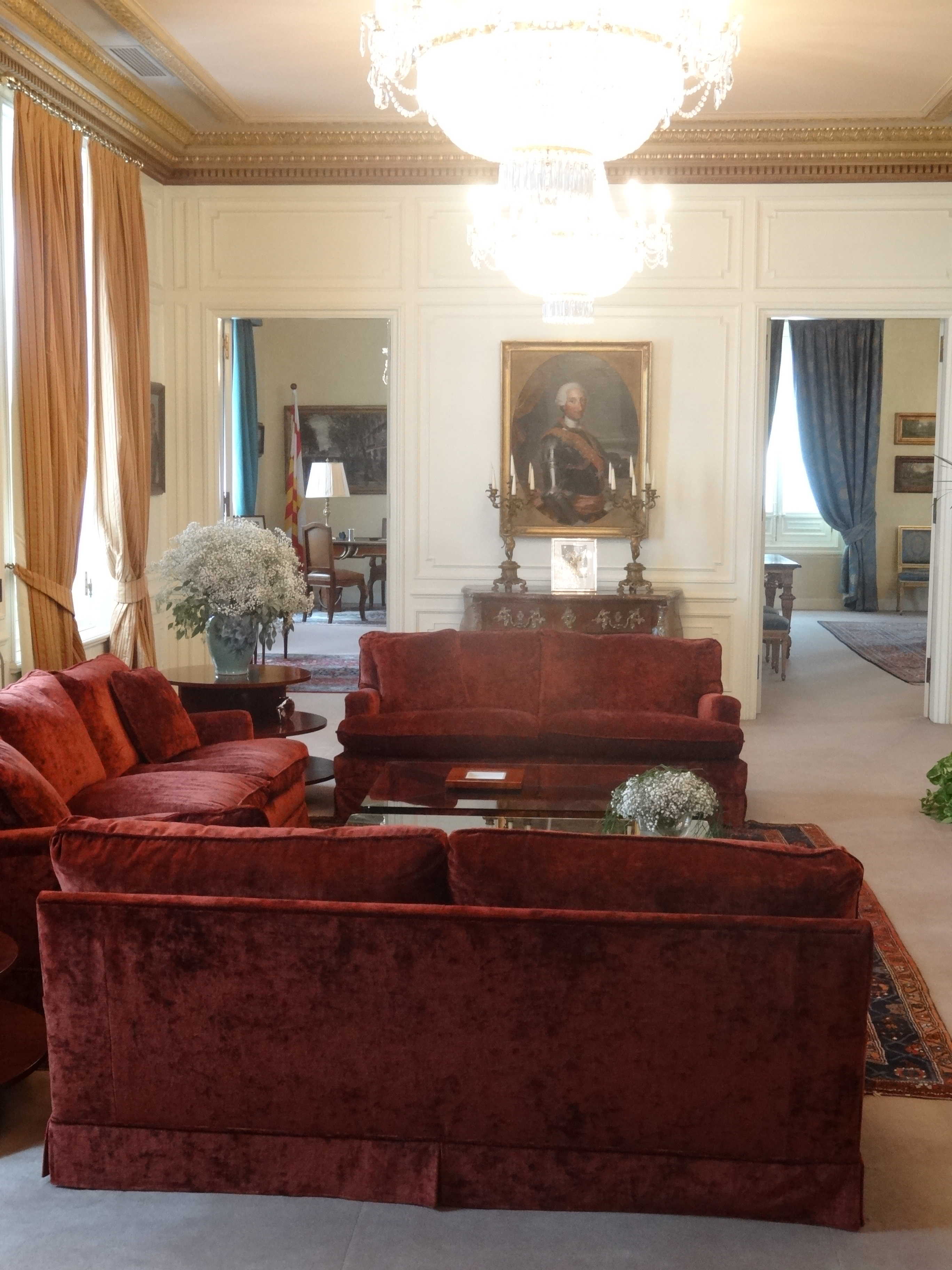
Sala de estar privada